# Pedro Bautista Blásquez

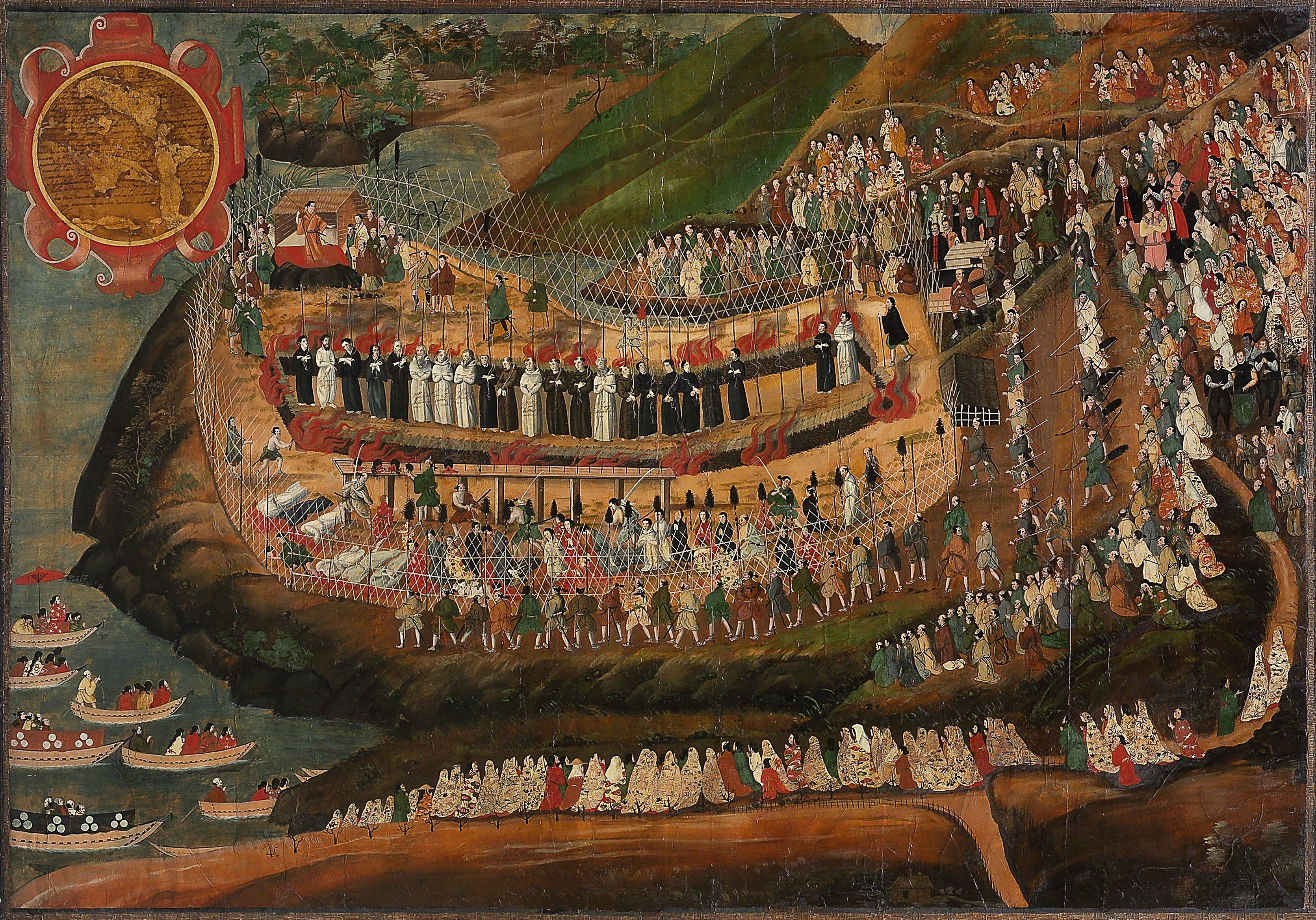
I martiri di Nagasaki

Pedro Bautista Blásquez (San Esteban del Valle, 24 giugno 1542 – Nagasaki, 5 febbraio 1597) è stato un missionario spagnolo.

## Biografia
Entrato nei Frati Minori Scalzi, fu missionario in Messico e nelle Filippine, dove fondò la Basilica di San Giovanni Battista a Quiapo, distretto di Manila.
Nel 1593 il re di Spagna Filippo II lo inviò come suo ambasciatore in Giappone, presso il daimyō Toyotomi Hideyoshi.
Inizialmente Blásquez venne accolto benevolmente e gli venne consentito di fondare tre conventi e due ospedali in Giappone, ma poi Hideyoshi iniziò a sospettare che i missionari stessero preparando il terreno per una futura invasione da parte degli europei.
Il 5 febbraio 1597 Pedro Bautista, assieme ad altri venticinque cristiani (soprattutto gesuiti e francescani), venne condotto sulla collina di Nishizaka, presso Nagasaki, legato a una croce e trafitto con due lance.

## Culto
Venne beatificato il 14 settembre 1627 da papa Urbano VIII e canonizzato da papa Pio IX l'8 giugno 1862. Assieme a Paolo Miki, è il capofila dei ventisei santi martiri del Giappone. A lui è stato dedicato il santuario di San Pietro Battista a Quezon City, nelle Filippine.
Nel Martirologio Romano è incluso nel gruppo dei martiri del Giappone ricordati il 6 febbraio.